# Didemnum jedanense
Didemnum jedanense är en sjöpungsart som beskrevs av Sluiter 1909. Didemnum jedanense ingår i släktet Didemnum och familjen Didemnidae. Inga underarter finns listade i Catalogue of Life.